# جیانگسو ۲۰۷۷
سیارک ۲۰۷۷ (به انگلیسی: 2077 Kiangsu، نامگذاری:1974YA) دو هزار و هفتاد و هفتمین سیارک کشف شده‌است که در ۱۸ دسامبر ۱۹۷۴ کشف شد.
قدر مطلق سیارک برابر ۱۴٫۱۰ است.